# 베아트 포이츠
베아트 포이츠(독일어: Beat Feuz, 1987년 2월 11일~)는 스위스의 전직 알파인 스키 선수로 활강 종목과 슈퍼대회전 종목을 전문으로 활동했다. 올림픽에 3회 참가하여 2018년 동계 올림픽에서 은메달 1개, 동메달 1개를 획득했으며, 2022년 동계 올림픽에서 활강 부문 금메달을 획득했다. 또한 2017년 세계 선수권 대회에서 활강 금메달을 획득했으며 2018년부터 2021년까지 알파인 스키 월드컵 활강 부문 연속 우승 기록을 세웠다.